# Perotis (zoologia)
Perotis è un genere di coleotteri della famiglia Buprestidae.

## Tassonomia
- Perotis aereiventris Reiche, 1861
- Perotis bruckmanni Heer, 1862
- Perotis chloranus (Laporte & Gory, 1836)
- Perotis cupratus (Klug, 1829)
- Perotis hausmanni Heyden, 1862
- Perotis laevigatus Massalogo, 1855
- Perotis lavateri Heer, 1847
- Perotis lugubris (Fabricius, 1777)
- Perotis margotanus (Novak, 1983)
- Perotis planidorsis Liskenne, 1994
- Perotis reditus Heyden, 1862
- Perotis striatus Spinola, 1837
- Perotis susannae (Novak, 1983)
- Perotis unicolor (Olivier, 1790)
- Perotis xerxes (Marseul, 1865)